# Badlands-Nationalpark
Der Badlands-Nationalpark liegt im Südwesten South Dakotas. Er besteht aus einem als Badlands („schlechtes Land“) bezeichneten Typ von Erosionslandschaft, die für Landwirtschaft ungeeignet schien. Neben dieser durch Erosion geprägten Landschaft gehört auch die größte geschützte Gras-Prärie zum Nationalpark. Zwei Einheiten des Nationalparks, die Stronghold Unit sowie die Palmer Creek Unit liegen innerhalb der Pine Ridge Reservation. 2012 wurden die Voraussetzungen geschaffen, dass die beiden südlichen Gebiete künftig als National Tribal Park in Kooperation zwischen dem National Park Service und den Oglala-Lakota verwaltet werden. Dazu werden bevorzugt Sioux-Indianer als Ranger und Park-Wissenschaftler ausgebildet und eingestellt. Das Gebiet hieß seit den 1750er Jahren in Lakota Makȟóšiča. Andere nannten das Gebiet Paha Ska, auf Deutsch "Weiße Hügel".
In diesem Gebiet befindet sich der Ort der Geistertanz-Bewegung von 1890.
Der Park schützt in Teilen die bedeutende Fossillagerstätte der White River Badlands. Daher gibt es dort auch reiche Fundstätten an Fossilien, wie etwa von Pferden, Nashörnern, Kamelen oder Schweinen. Hinzu kommen 11.000 Jahre alte Funde menschlicher Zivilisation. Das Gebiet wurde 1939 zum National Monument erklärt und 1978 zum Nationalpark aufgewertet.
Der Film Der mit dem Wolf tanzt mit Kevin Costner in der Hauptrolle wurde 1990 zu großen Teilen im Nationalpark und dessen Umgebung gedreht.

## Tierwelt
Im Nationalpark leben 49 Säugetier- und 209 Vogelarten (Stand 2021). Mit Bisons, Dickhornschafen, Maultierhirschen, Weißwedelhirschen und Gabelböcken leben fünf große Huftierarten im Park. Maultierhirsche sind sehr häufig, Weißwedelhirsche etwas seltener. Die Bisons leben im Westen des nördlichen Parkteils, während die Dickhornschafe im Pinnacles-Gebiet und beim Cedar-Pass anzutreffen sind. Gabelböcke sieht man am ehesten an der Loop Road. Die Raubtiere sind durch Silberdachs, Rotluchs, Kojote, Swift-Fuchs und insbesondere den seltenen Schwarzfußiltis repräsentiert. Unter den Nagern sind vor allem die Präriehunde des Parks zu nennen.
Im Jahr 1963 wurden 50 Bisons aus dem Theodore-Roosevelt-Nationalpark in die Parklandschaft entlassen. Die Herde ist inzwischen auf über 1000 Tiere angewachsen. Seit 1969 hat der Badlands-Nationalpark 4782 lebende Bisons an über 29 Stämme aus den jährlichen Roundup-Veranstaltungen abgegeben. Der Park arbeitet mit dem Inter Tribal Bison Council zusammen, um die Wiederansiedlung von Bisons auf dem Stammesland zu unterstützen.

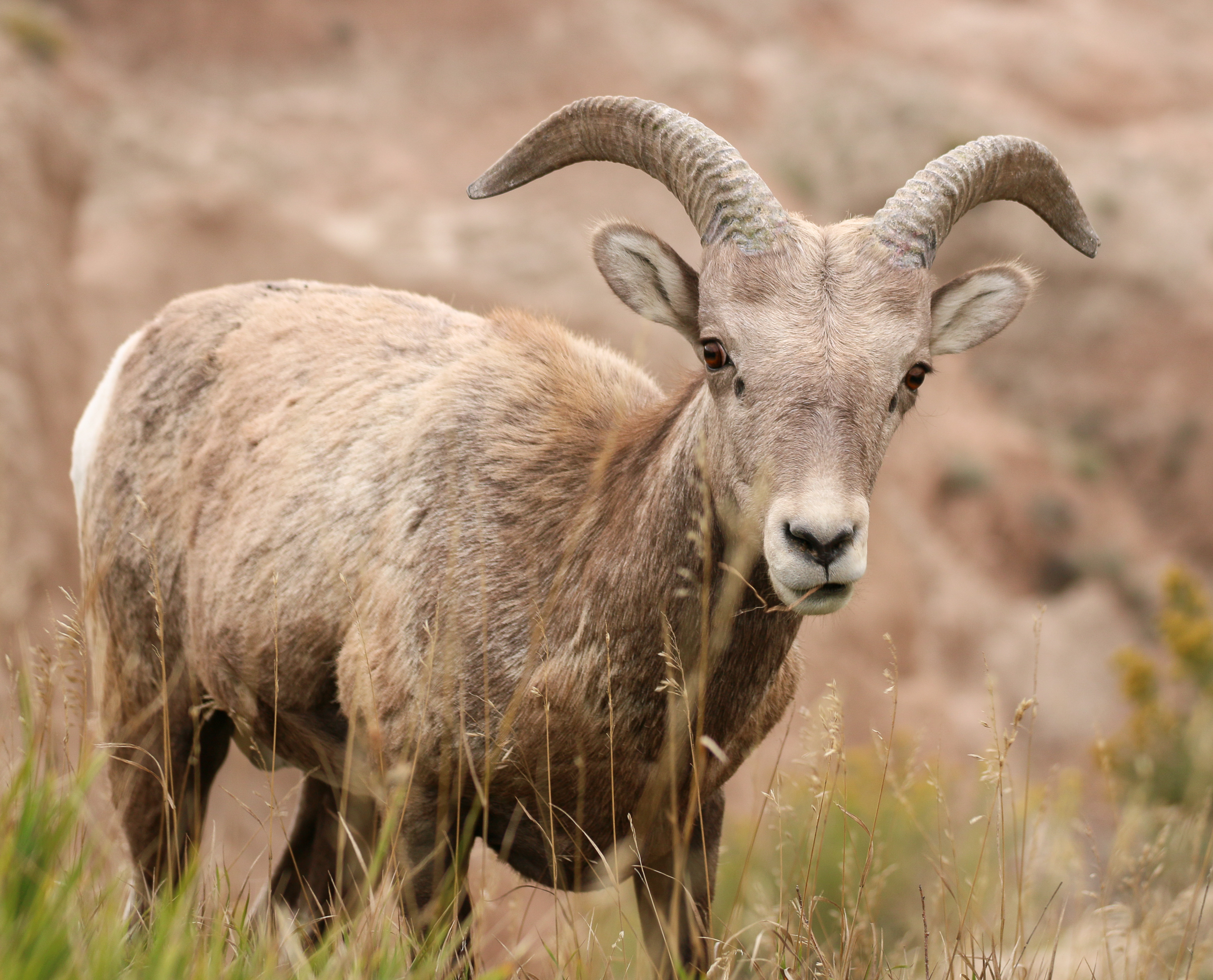
Dickhornschaf
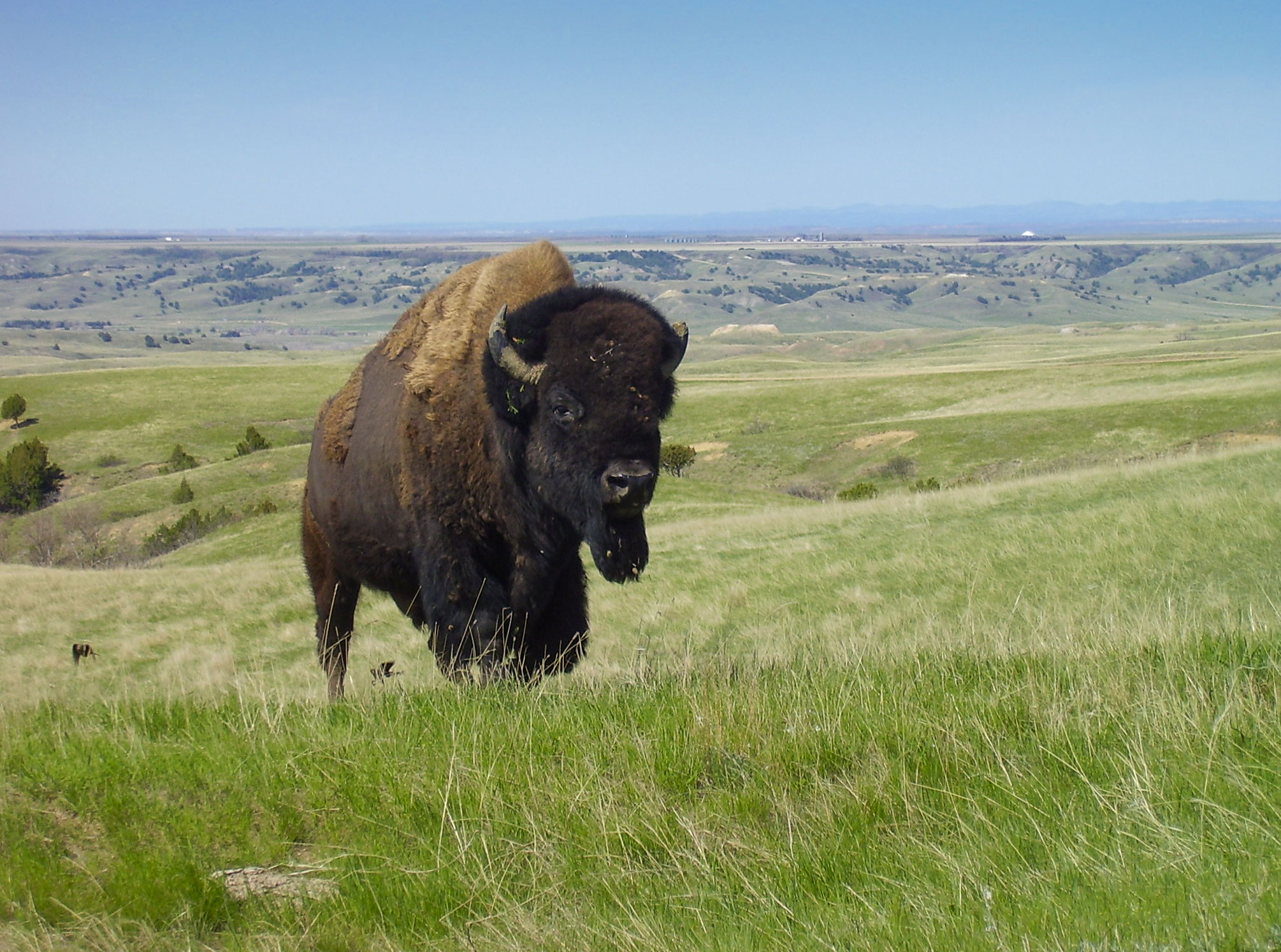
Bisonbulle
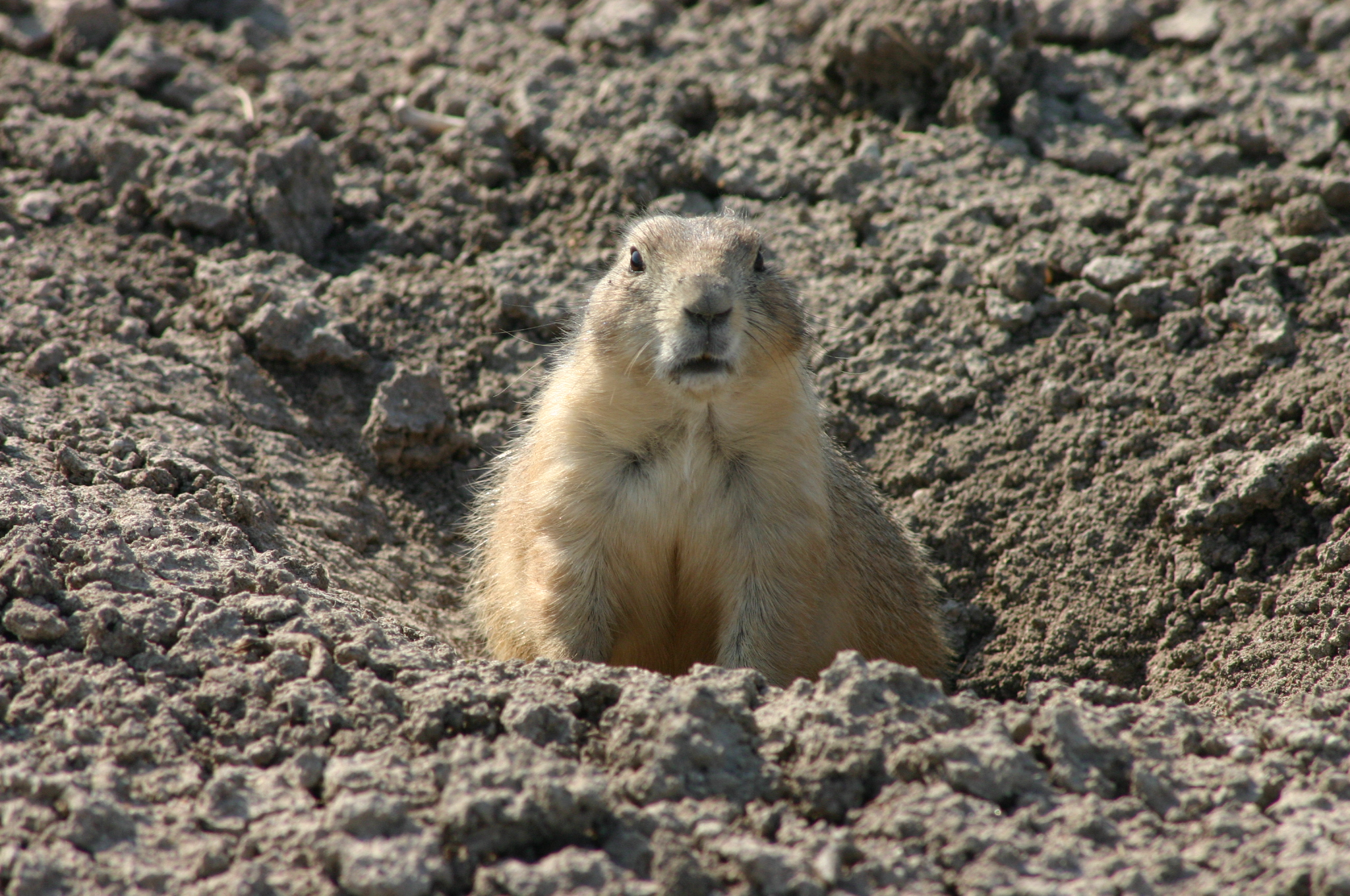
Präriehund

## Tourismus
Der Badlands-Nationalpark hat zwei Campingplätze für Übernachtungsbesuche: Cedar Pass und Sage Creek Campgrounds. Die Cedar Pass Lodge bietet Übernachtungen und ein Restaurant. Das Ben Reifel Visitor Center im Nordostteil des Parks bietet einen Buchladen, spezielle Programme und Museumsausstellungen. Das White River Visitors Center im Süden des Parks bietet Informationen über das Lakota-Erbe der Region.

## Bildergalerie

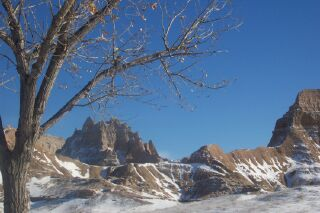
Badlands im Winter
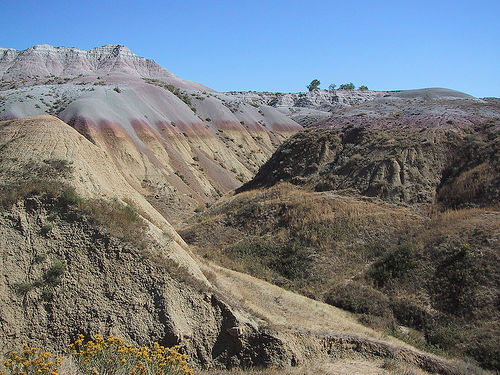
Canyon
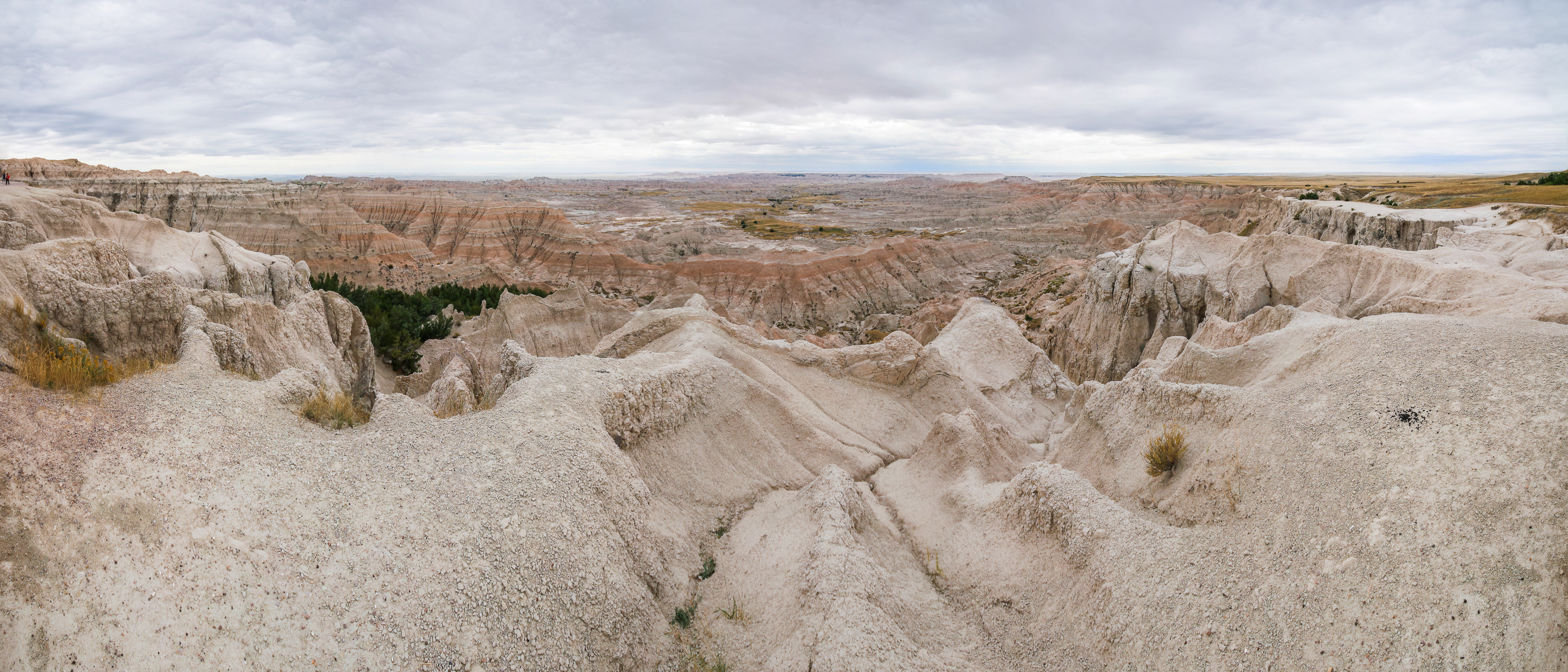
Pinnacles Overlook
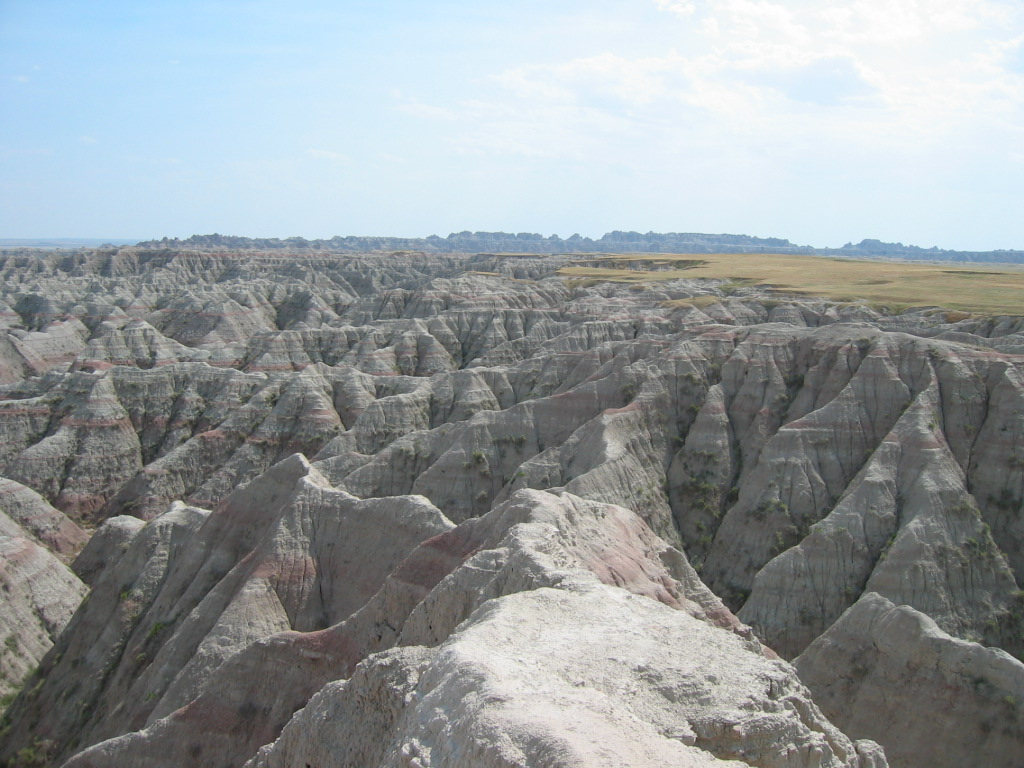
Badlands
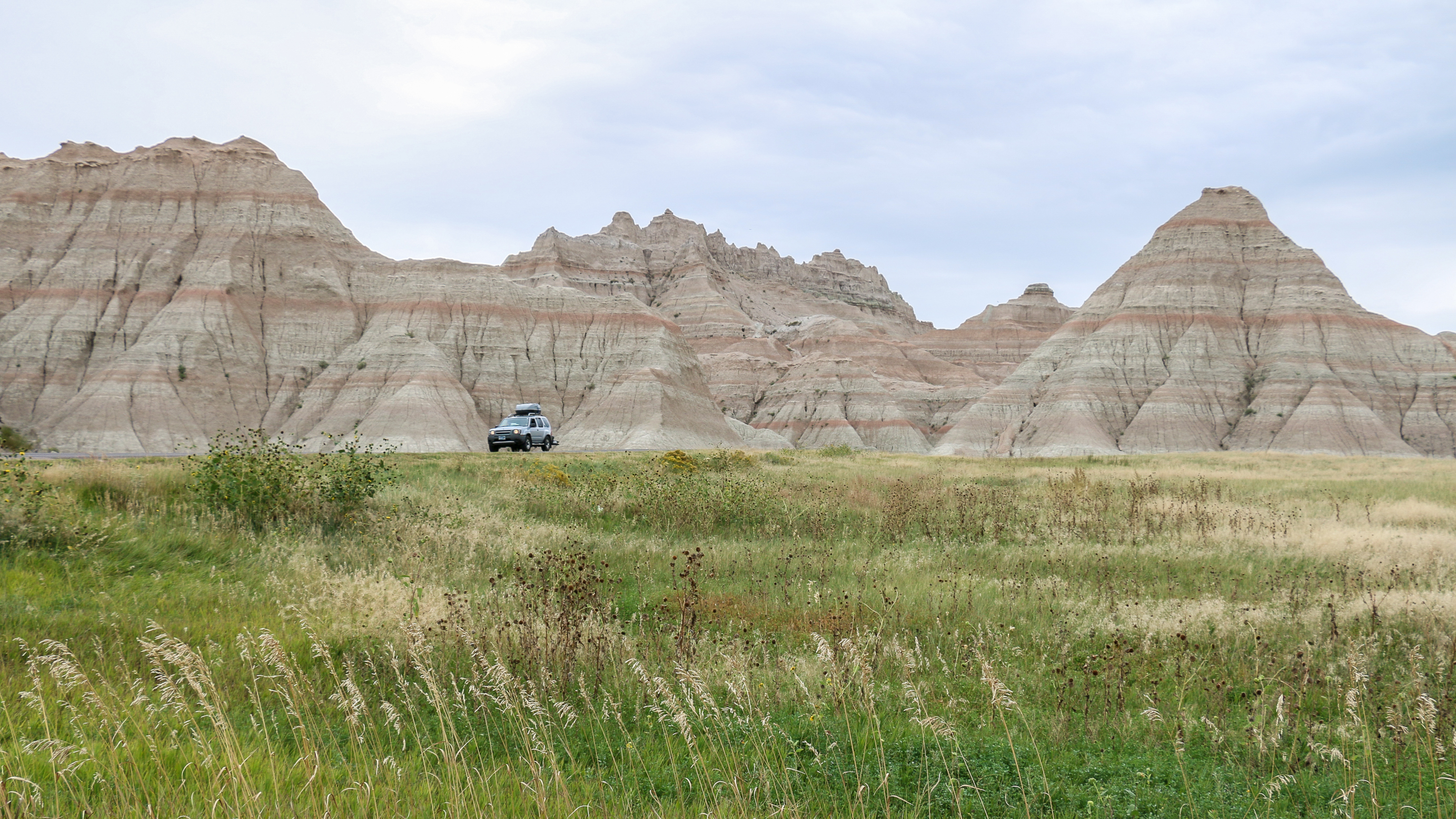
Badlands Loop Road
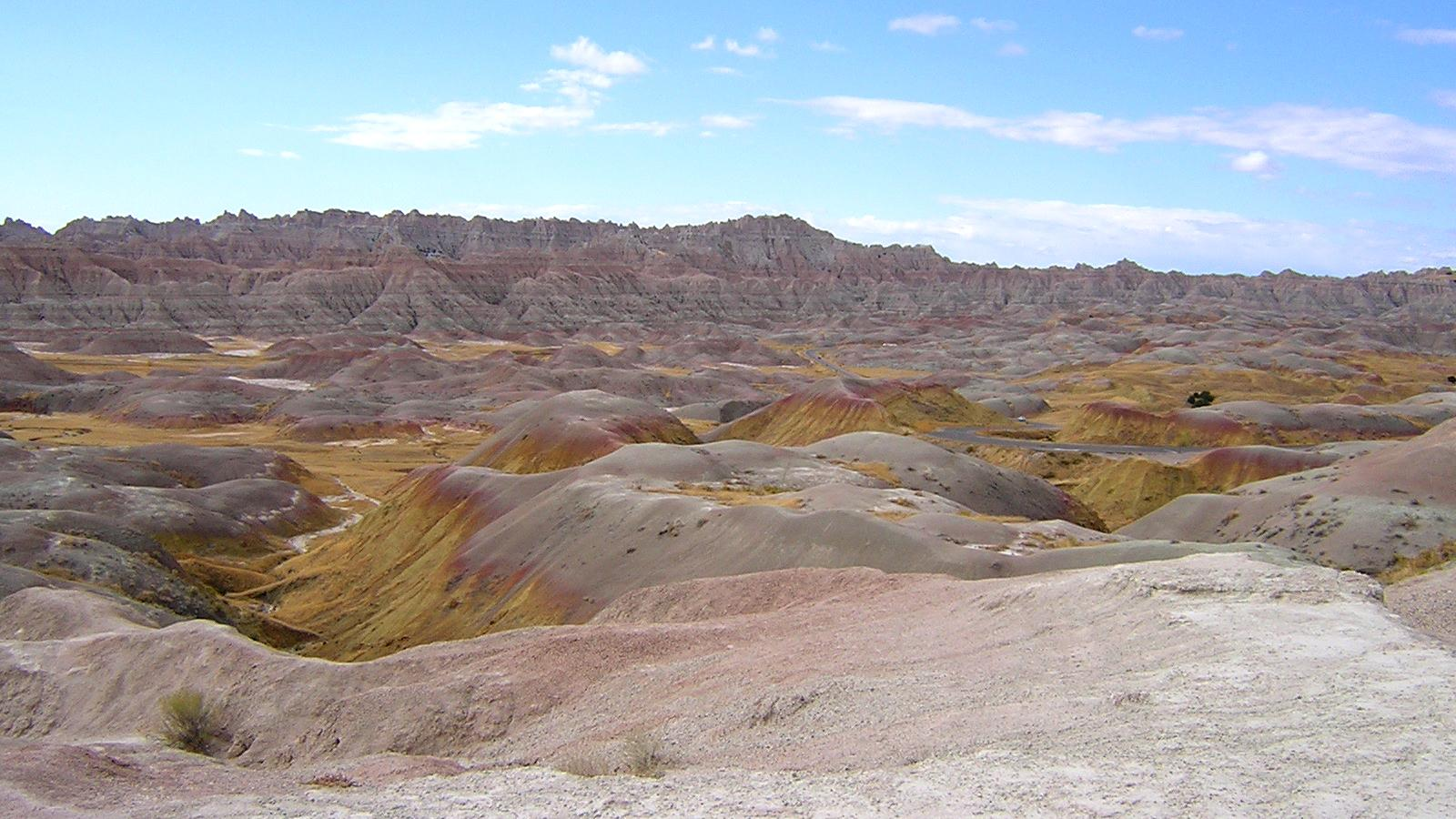
Badlands